# Taikat jezik
Taikat jezik (arso, tajkat; ISO 639-3: aos), jezik nekad klasificiran transnovogvinejskoj porodici, a danas graničnoj (border)-porodici papuanskih jezika kojim govori oko 500 ljudi (2000 S. Wurm) u sjeveroistočnom graničnom području Irian Jaye s Papuom Novom Gvinejom, upravo južno od Jayapure..
Najsrodni je s awyi [auw] jezikom.

## Vanjske poveznice
- Ethnologue (14th)